# Sophrops planicollis
Sophrops planicollis är en skalbaggsart som beskrevs av Hermann Burmeister 1855. Sophrops planicollis ingår i släktet Sophrops och familjen Melolonthidae. Inga underarter finns listade i Catalogue of Life.